# Фрідріх Ріхард Рудольф Шлехтер
Фрі́дріх Рі́хард Рудо́льф Шле́хтер (нім. Friedrich Richard Rudolf Schlechter; 16 жовтня 1872 — 16 листопада 1925) — німецький систематик, ботанік, куратор Берлінського ботанічного саду та найвизначніший науковий дослідник орхідей свого часу.
Його офіційна ботанічна авторська абревіатура — «Schltr.»; у минулому також використовувалася довга форма «Schlechter».
Рудольф Шлехтер здійснив численні колекційні подорожі до Африки, Центральної та Південної Америки, Індонезії, Австралії та Нової Гвінеї. Його величезний гербарій був знищений під час бомбардування Берліна в 1945 році.

## Біографія
Рудольф Шлехтер народився 16 жовтня 1872 року в Берліні, третім з шести дітей. Його батько, Гуго Шлехтер, був літографом. Після закінчення школи в гімназії Фрідріха Вільгельма він почав вивчати садівництво, спочатку в комерційному розпліднику пані Блут, а потім в саду Берлінського університету. Там він працював асистентом до осені 1891 року.
Шлехтер став членом Ботанічного товариства провінції Бранденбург у 1891 році. Протягом кількох років він очолював журнал «Orchis» Німецького садівничого товариства, написавши за цей час більшість статей самостійно.
Його брат, Макс Шлехтер (1874 — 1960), був німецьким торговцем і колекціонером зразків природознавства.
Рудольф Шлехтер розпочав свою кар'єру ботаніка в 19-річному віці, покинувши Європу в 1891 році і вирушивши до Африки, а згодом до Індонезії та Австралії. Протягом усієї своєї кар'єри він зосереджувався на розширенні своєї дослідницької колекції орхідей. Він був керівником експедицій у Німецькій Африці, досліджуючи каучукову промисловість, але постійно збираючи зразки рослин. Він також багато жив у Німецькій Новій Гвінеї в першому десятилітті нового століття. Перед Першою світовою війною він оселився в Берліні, одружився зі своєю дружиною Олександрою Шлехтер і став куратором Берлінського ботанічного саду в Далемі.

### Період експедицій (1891—1910)
Свою першу наукову подорож до Південної Африки здійснив з листопада 1891 по квітень 1895 року, де інтенсивно досліджував флору околиць Кейптауна, зокрема прибережних районів. У цей час він проводив гербаріологічні дослідження в гербарії Гаррі Болюса (нім. Harry Bolus) за його дорученням і обіймав посаду інспектора з філоксери. Пізніше гербарій Болюса був придбаний Кейптаунським університетом.
Він тимчасово переніс свою штаб-квартиру до Дурбану, а також здійснив колекційні поїздки до Квазулу-Наталю та Трансваалю. Ганс Шінц придбав 7000 основних зразків цієї поїздки для Ботанічного саду Цюріха; Берлінський державний гербарій отримав колекцію із 4500 дублікатів.
Шлехтер повернувся до Європи в 1895 році з багатими колекціями як ластівневих, так і орхідей, над якими він працював у відділі ботаніки Британського музею в Лондоні, де встановив робочі стосунки з Альфредом Бартоном Рендлом. Пізніше вони провели спільне дослідження ластівневих тропічної Африки. Шлехтер повертався до Лондона щоразу, коли був у Європі, відвідуючи як Британський музей, так і Королівський ботанічний сад у К'ю.
Невдовзі після повернення до Німеччини Шлехтер підготував другу подорож до Капської колонії, яка мала тривати з січня 1896 по березень 1898 року. Цього разу права на основну колекцію подорожі закріпив Берлінський ботанічний музей.
У 1896 році Шлехтер повернувся на південь Африки і приєднався до свого брата Макса, з яким вони вирушили на північ до району Фанрейнсдорп, а у вересні повернулися до Кейптауна. Молодший брат Шлехтера Макс брав участь у подорожі і відповідав за сушіння та транспортування зразків гербарію. З листопада 1896 року по квітень 1897 року вони подорожували на північ до Седерберга і на схід до Голкового мису. У серпні 1897 року брати вирушили до Намакваленду і досягли річки Оранжевої в Рамансдрифті. Деякі з колекційних подорожей були здійснені за допомогою 10-кінного воза. Пункти призначення включали Малий Намаленд і Ламбертс-Бей з прибережними островами Гуано (інша назва — острови Пінгвінів). По дорозі додому з Південної Африки Шлехтер зробив зупинку в Мозамбіку і перебував там із кінця 1897 до початку 1898 року. Він почав з Лоренсу-Маркеш в затоці Делагоа, збираючи зразки в тропічних лісах та в посушливих районах. Доктор Зельмар Шонланд, директор музею Олбані в Ґрехамстауні (Східнокапська провінція), який отримав рослини від Шлехтера, описав його як найприскіпливішого і найуспішнішого ботанічного колекціонера, який коли-небудь відвідував Південну Африку.
Шлехтер повернувся до Берлінського університету в квітні 1898 року, виснажений і ослаблений дизентерією та тропічною лихоманкою. Тим не менш, це був важливий період для молодого ботаніка. Після повернення він почав вивчати ботаніку та геологію в Берлінському університеті. Серед його викладачів були Генріх Густав Адольф Енглер, який був його науковим керівником під час написання докторської дисертації, Сімон Швенденер, Фрідріх Людвіг Еміль Дільс, Густав Ліндау, Райнгардт, Вільгельм фон Бранка та Паульсен.
За дорученням промислової компанії він здійснив ще одну експедицію для дослідження каучуконосів, під час якої захворів на гарячкову тропічну хворобу. Серед іншого, Шлехтер відкрив багатий на каучук вид роду Ficus і велику кількість епіфітних орхідей. Під час подорожі додому він сильно страждав від своєї тропічної хвороби і був близький до смерті.
За дорученням Колоніального економічного комітету, який мав намір запровадити прибуткове вирощування каучуконосів, він був призначений керівником каучукової експедиції до Західної Африки за посередництва Отто Варбурга. В ході цієї експедиції, яка тривала з лютого 1899 по травень 1900 року, Шлехтер спочатку зібрав велику кількість насіння рослин Kickxia в британській колонії в регіоні Йоруба — хоч і всупереч наказу британського резидента про чотирирічну заборону збору з метою збереження рослинності. Каучуконосні рослини роду Landolphia також були знайдені в лісах землі Йоруба, і їх згорнуте шляхом кип'ятіння з додаванням лимонного соку рослинне молоко продавалося в торговому центрі Лагоса під назвою Silkrubber. Під час подальшої експедиції, яка також привела його до Камеруну, Конго і Того, Шлехтер збирав різні каучуконосні рослини і проводив експерименти з коагуляції їхнього соку на місці. Він випробовував вироблений каучук на придатність для промислового застосування. Його особливо цікавив вид рослин Kickxia elastica (базіонім до Funtumia elastica), оскільки він дає каучук гарної якості. Після завершення експедиції найкращі зразки матеріалу були повторно досліджені в Берліні. Шлехтер також розглядав можливість сільськогосподарського використання каучуконосів для своїх клієнтів, щоб поліпшити звичайну надмірну експлуатацію або передчасну загибель рослин через надмірне або неправильне постукування. Він також знайшов тут невідомі йому орхідеї.
У його щоденнику цієї експедиції мимохідь з'ясовуються владні відносини з тубільцями, які перебували під сильним впливом колоніалізму і яких Шлехтер також міг використовувати як особистих слуг і босоногих носильників: молодий ботанік, взутий у чоботи, верхи на коні або перенесений тубільцями в гамаку, подорожував Західною Африкою землями, окупованими на той час Великою Британією, Францією, Португалією, Бельгією чи Німеччиною. Під захистом відповідних жителів він подорожував на урядових човнах, з яких стріляв у бегемотів і крокодилів. Його колони носильників, які змінювалися після кожного кордону, супроводжували озброєні найманці в конфліктних регіонах. Високий попит на каучук для шинної та електротехнічної промисловості в Європі в цей період задовольнявся на тлі рабства, примусової праці та найжахливішого жорстокого поводження; зокрема, в Конго вирощування каучуку в цей час запам'яталося як «конголезькі звірства».

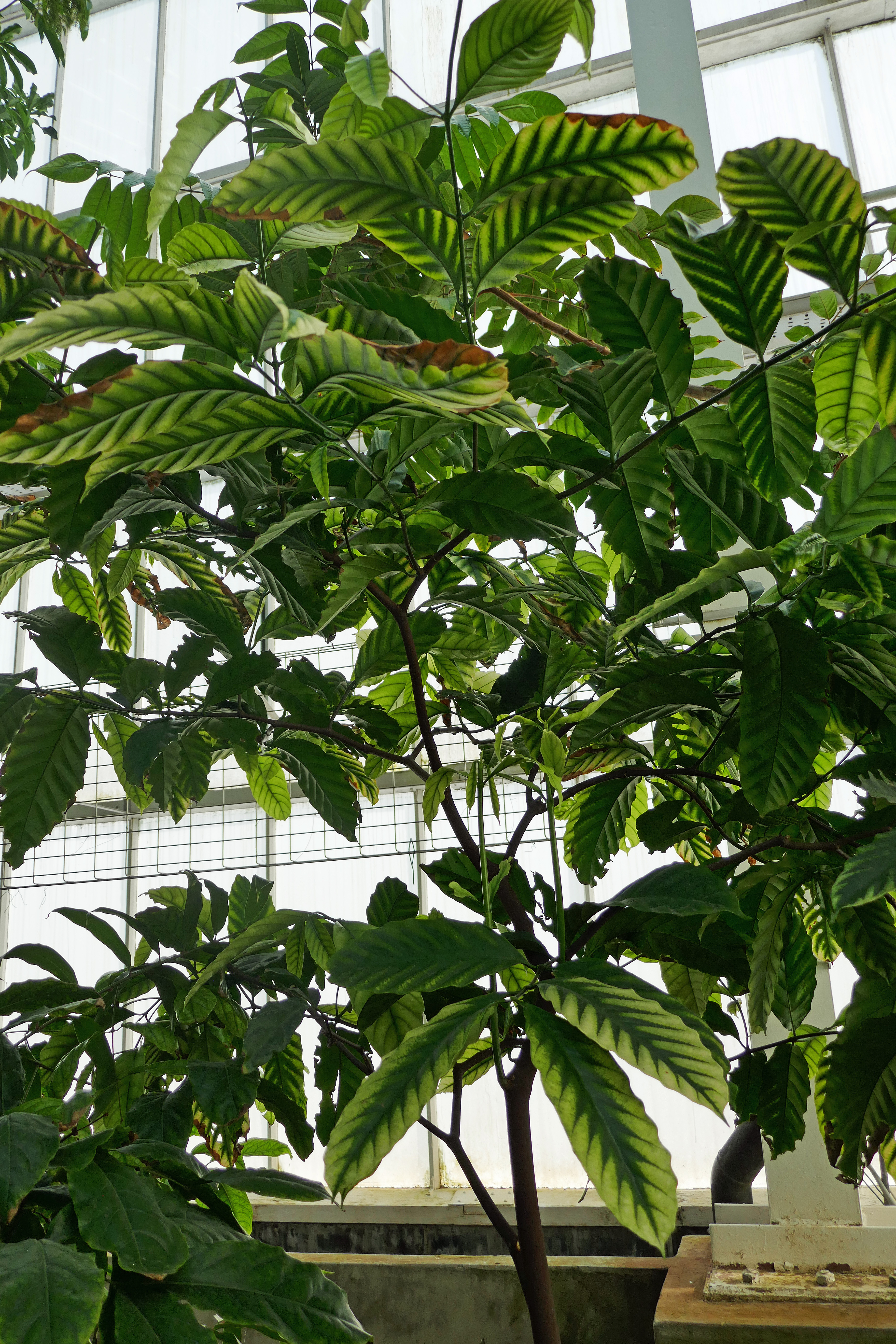
Funtumia elastica — Національний ботанічний сад Бельгії

Через кілька місяців після повернення із Західної Африки Колоніальний економічний комітет знову доручив Шлехтеру поїздку, цього разу до Індонезійського архіпелагу, зокрема до німецьких колоній Землі Кайзера-Вільгельма та Архіпелагу Бісмарка. Головною метою цієї подорожі, що тривала з грудня 1900 року по березень 1903 року, було дослідження, збір та відповіді на питання щодо вирощування гутаперчевих дерев (Palaquium). На Землі Кайзера-Вільгельма він відкрив новий вид гутаперчевого дерева, який назвав Palaquium supfianum. Окрім своєї основної дослідницької мети, Шлехтер також присвятив себе вивченню флори країни загалом, як і під час усіх своїх подорожей, і, перш за все, своїй улюбленій спеціальності — орхідеям. Під час цієї подорожі його здоров'я серйозно підірвали численні напади лихоманки. Перед поверненням до Європи Шлехтер відвідав Австралію, Нову Каледонію та Цейлон.
Після повернення в 1903 році Шлехтер завершив навчання в університеті і 3 грудня 1904 року отримав докторський ступінь; його дисертація називалася «Флористичне дослідження острова Нова Каледонія» (нім. Pflanzengeographische Gliederung der Insel Neu-Kaledonien). Потім він займався ідентифікаційною роботою в Ботанічному музеї в Берліні, передусім підродини Asclepiadoideae (на той час класифікувалися окремою родиною) та орхідей.
З червня по грудень 1905 року Шлехтер здійснив коротку подорож до Камеруну, щоб оцінити прогрес у вирощуванні рослин Funtumia elastica, висаджені з насіння, яке він зібрав у 1900 році для Колоніального економічного комітету, і провести випробування рослин, яким на той час було п'ять років.
На кошти, зібрані частково Німецьким колоніальним товариством, частково німецьким урядом і частково каучуковою промисловістю, була організована ще одна експедиція під керівництвом Шлехтера за гутаперчею та каучуком на Землю Кайзера-Вільгельма (яка слугувала його базою), де губернатором на той час був Альберт Галь. За час експедиції ботанік відвідав Нову Гвінею, Малайський архіпелаг (Целебес, Ява), Гонконг, Філіппіни, Суматру та Борнео. Хоча йому було доручено заснувати дослідницьку станцію з вивчення каучуку в папуаському селі Булу, саме його ботанічні колекції, зібрані в цей час, запам'яталися найбільше. Це була найдовша і остання експедиція, яка тривала з жовтня 1906 по травень 1910 року. Шлехтер задокументував результати цієї подорожі у 171-сторінковій праці.
За 18 років, сповнених мандрівками, вдома з 1891 по 1910 рік Шлехтер відвідав природничі музеї Лондона, Парижа, Лейдена, Брюсселя та Відня, іноді по кілька разів.

### Після періоду експедицій (1911—1925)

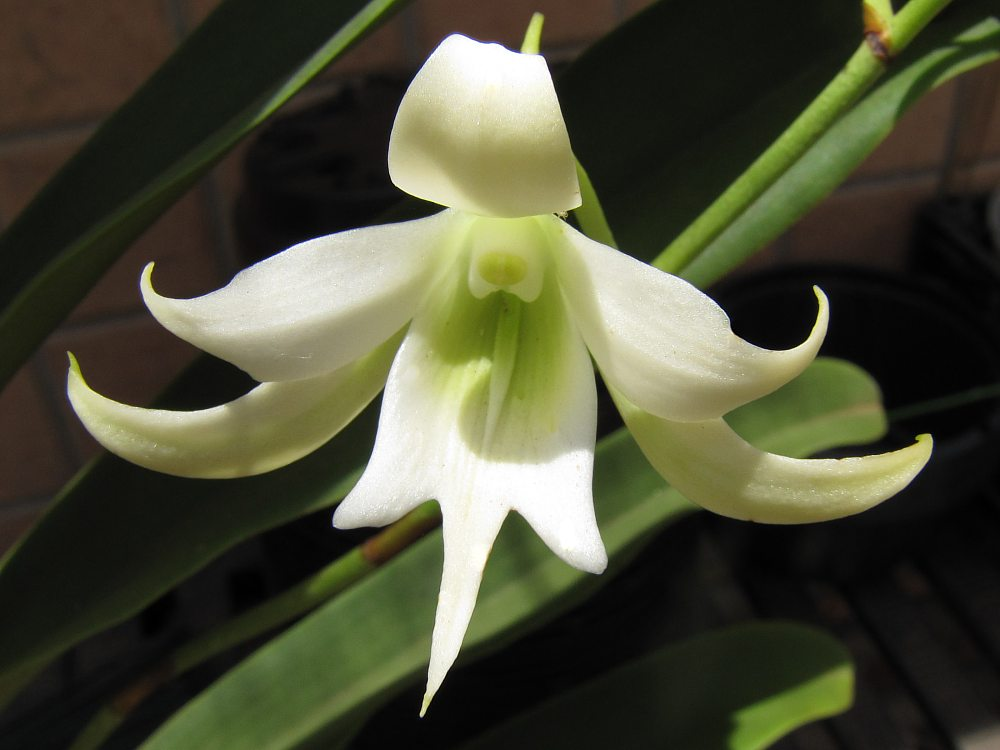
Sobennikoffia humbertiana

На початку своєї останньої подорожі Шлехтер познайомився з Олександрою Василівною Собенніковою, дочкою російського гуртового торговця чаєм. Наприкінці подорожі вони одружилися. На її честь він назвав рід рослин Sobennikoffia з родини орхідних.
У 1910 році він повернувся до Берліна, де розпочав свою головну працю «Орхідеї Німецької та Нової Гвінеї» (Die Orchidaceen von Deutsch-Neu-Guinea). Опубліковані між 1911 і 1914 роками, 14 томів цієї праці налічують понад 1 000 сторінок, в яких він описав близько 1 500 нових видів орхідей.
Кількома роками пізніше з'явилася його праця про південноамериканські орхідеї «Флора орхідей південноамериканських кордильєрських країн» (нім. Die Orchideenfloren der südamerikanischen Kordilleranstaaten), а в 1915 році — перше видання його «Орхідей» (нім. Die Orchideen). Шлехтер працював з американським ботаніком Оуксом Еймсом над монографічним дослідженням орхідей світу, а в 1922 році познайомився з Еймсом особисто.
Навесні 1913 року він отримав посаду асистента в Берлінському ботанічному музеї і таким чином забезпечив собі надійне становище в житті. У 1913 році право власності на його основну колекцію, яка включала, зокрема, цінну колекцію орхідей, було передано Берлінському ботанічному музею відповідно до його контракту.
У 1914 році Рудольф Шлехтер став секретарем орхідейного комітету Німецького садівничого товариства, а в 1915 році — редактором журналу «Orchis».
Сімейне щастя та ботанічна кар'єра Шлехтера були перервані початком Першої світової війни оскільки він служив офіцером німецької армії протягом 1916 і 1917 років. Його призвали на військову службу і відправили на фронт у Фландрію. Після закінчення війни, лише навесні 1921 року Шлехтер отримав омріяне призначення на посаду куратора Берлінського ботанічного музея. Після Першої світової війни і до своєї смерті в 1925 році Шлехтер зосередився на розширенні своєї дослідницької колекції орхідей.
У цей період кількість публікацій за результатами його досліджень орхідей досягла найвищої точки. Із 333 публікацій Шлехтера, 233 були присвячені орхідейним (Orchidaceae), в яких він описав близько 170 нових родів і понад 5500 нових видів орхідей. Серед його публікацій були описи нових родів і видів, численні ревізії родів орхідей і 20 праць про національні та регіональні флори орхідей.
У 1918 році він був обраний членом Німецької академії наук Леопольдина.
Коли між німцями, англійцями та голландцями розгорілося своєрідне наукове змагання за ботанічне дослідження Нової Гвінеї, німецькі роботи були опубліковані під назвою «Дослідження флори Папуасії» (нім. Beiträge zur Flora von Papuasien) в «Ботанічному щорічнику» (нім. Botanischen Jahrbüchern) Адольфа Енглера. Тут Шлехтер зробив значний внесок у дослідження великої кількості родин рослин, зокрема Saxifragaceae, Cunoniaceae, Ericaceae, Scrophulariaceae та Gesneriaceae.
Шлехтер помер у відносно молодому віці 53 років, у 1925 році в Берліні, очевидно, від тривалих наслідків тропічних хвороб, які він підхопив під час своїх експедицій, залишивши дружину і двох доньок шкільного віку.
Найбільші наукові досягнення Шлехтера стосуються орхідей, однак його великий гербарій було втрачено під час Другої світової війни, коли Ботанічний музей у Берліні потрапив під бомбардування і був зруйнований в ніч на 1 березня 1943 року.
За 30 років своєї кар'єри ботаніка-практика він створив величезну кількість робіт. На початку своєї кар'єри він поставив собі за мету описувати кожен день новий вид, і дійсно запропонував понад 1 000 нових орхідей. Загалом він опублікував понад 300 робіт, присвячених не лише орхідеям, але й таксономії рослин з інших родин, зокрема магнолієвих та геснерієвих. Кілька зібраних ним голотипів ластівневих були передані з Берліна до Британського музею в 1940-х роках і таким чином збереглися неушкодженими, а дублікати інших його зразків широко розповсюджені. Наприклад, частина гербарію Шлехтера знаходиться в Гербарії імені І. П. Бородіна Санкт-Петербурзького державного лісотехнічного університету імені С. М. Кірова під назвою Plantae Schlechterianae . Містить рослини Капської області в кількості близько 600 екземплярів, зібрані у 1894—1895 роках.

## Епонімія

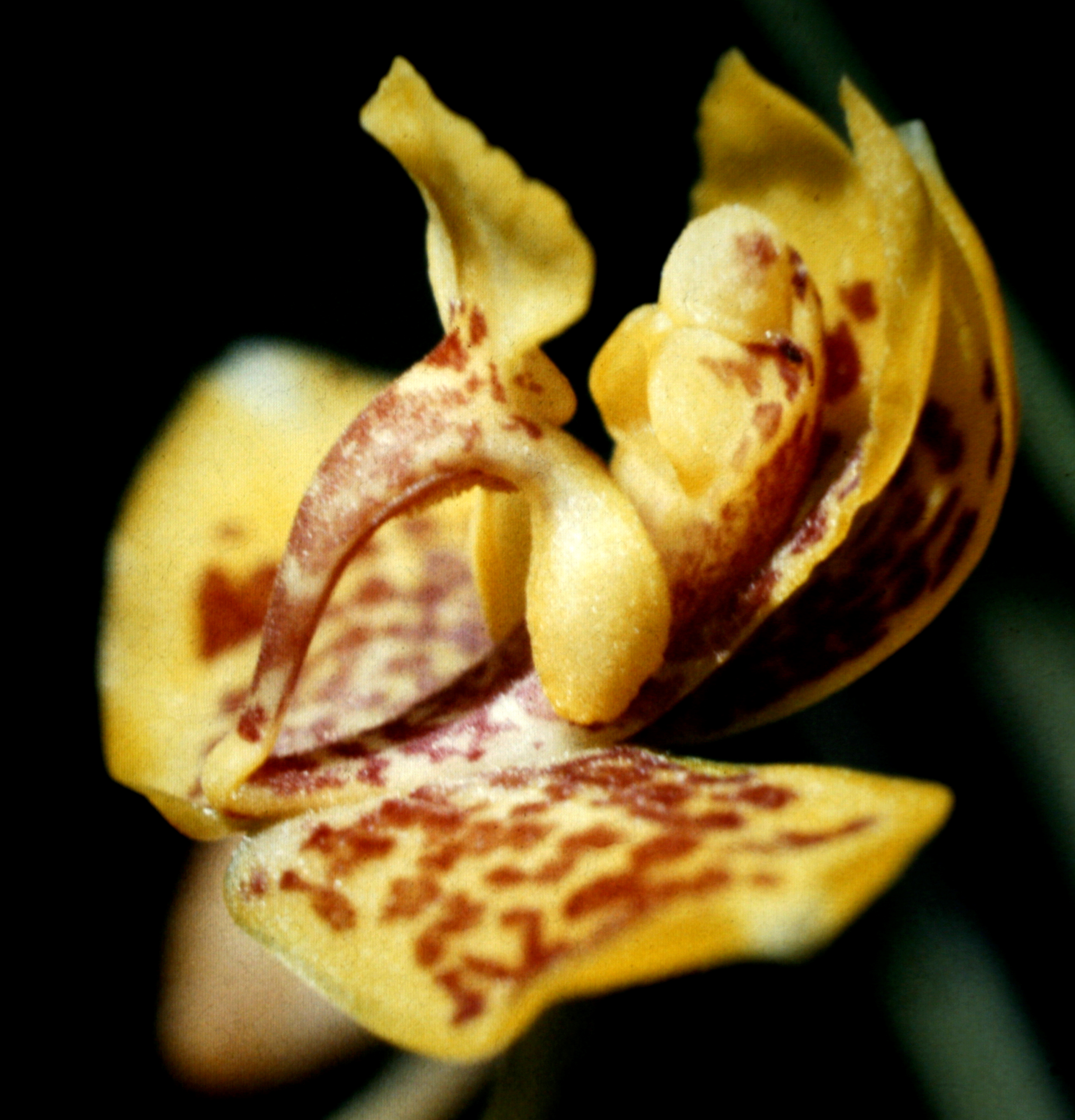
Rudolfiella aurantiaca, Суринам

На честь Фрідріха Ріхарда Рудольфа Шлехтера названо:
- рід Rudolfiella, (Hoehne, 1944) родини Зозулинцеві (Orchidaceae)[13][10][14]
- рід Schlechterella, (K.Schum., 1900) родини Барвінкові (Apocynaceae)[15][10][14]
- рід Schlechterina, (Harms, 1902) родини Пасифлорові (Passifloraceae)[16][10][14]
- гібрид × Schlechterara, (Garay & H.R.Sweet)[17]

Крім цього, базіоніми/синоніми, присвячені його імені:
- рід Rudolfangraecum, (Szlach., Mytnik & Grochocka, 2013)[18][14]
- рід Schlechterella, (Hoehne, 1944)[19][14]
- рід Schlechteria, (Bolus ex Schltr., 1897)[20][10][14]
- рід Schlechterianthus, (Quisumb., 1930)[21][10][14]
- рід Schlechterorchis, (Szlach., 2003)[22][14]
- рід Schlechterosciadium, (H.Wolff, 1921)[23][10][14]

На честь його брата, Макса Шлехтера названо:
- рід Schlechteranthus, (Schwantes, 1929) родини Аїзові (Aizoaceae)[24][10][14].

## Публікації

### 1893
- Schlechter, F.R.R. 1893. Beiträge zur Kenntnis der Orchidaceen und Asclepiadaceen Süd-Afrikas. Verhandlungen des Botanischen Vereins für die Provinz Brandenburg 35: 44–54. BHL Reference page:

### 1894
- Schlechter, F.R.R. 1894. Beiträge zur Kenntnis südafrikanischer Asclepiadaceen. Botanische Jahrbücher für Systematik, Pflanzengeschichte und Pflanzengeographie 18(4, Beibl. 45): 1–37. BHL Reference page:
- Schlechter, F.R.R. 1894. Contributions to South African Asclepiadology. Decas I. Journal of Botany, British and Foreign 32: 257—263. BHL Reference page:
- Schlechter, F.R.R. 1894. Contributions to South African Asclepiadology. Decas II. Journal of Botany, British and Foreign 32: 353—358. BHL Reference page:
- Schlechter, F.R.R. & Bolus, H. 1894. On the genus Acrolophia. Journal of Botany, British and Foreign 32: 330—332. BHL Reference page:

### 1895
- Schlechter, F.R.R. 1895. Beiträge zur Kenntnis neuer und kritischer Orchideen aus Südafrika. Botanische Jahrbücher für Systematik, Pflanzengeschichte und Pflanzengeographie 20(4, Beibl. 50): 1–44. BHL Reference page:

- Schlechter, F.R.R. 1895. Beiträge zur Kenntnis südafrikanischer Asclepiadeen. Botanische Jahrbücher für Systematik, Pflanzengeschichte und Pflanzengeographie 20(5, Beibl. 51): 1–56. BHL Reference page:
- Schlechter, F.R.R. 1895. Contributions to South African Asclepiadology. Decas III. Journal of Botany, British and Foreign 33: 267—274. BHL Reference page:
- Schlechter, F.R.R. 1895. Contributions to South African Asclepiadology. Decas IV. Journal of Botany, British and Foreign 33: 353—358. BHL Reference page:
- Schlechter, F.R.R. 1895. Asclepiadaceae Elliotianae (I). Journal of Botany, British and Foreign 33: 300—307, tab. 351. BHL Reference page:
- Schlechter, F.R.R. 1895. Asclepiadaceae Elliotianae (II). Journal of Botany, British and Foreign 33: 333—339. BHL Reference page:
- Schlechter, F.R.R. 1895. Two new genera of Asclepiadeae. Journal of Botany, British and Foreign 33: 321—322, tab. 352. BHL Reference page:
- Schlechter, F.R.R. 1895. Asclepiadaceae Kuntzeanae. Oesterreichische Botanische Zeitschrift 45(12): 449—454. BHL Reference page:

### 1896
- Schlechter, F.R.R. 1896. Pentasachme Wall. and Spiladocorys Ridl. Journal of Botany, British and Foreign 33: 15–16. BHL Reference page:
- Schlechter, F.R.R. & Rendle, A.B. 1896. New African Asclepiads. Journal of Botany, British and Foreign 33: 97–100, tab. 356. BHL Reference page:
- Schlechter, F.R.R. 1896. Revision of extra-tropical South African Asclepiadaceae (I). Journal of Botany, British and Foreign 34: 311—315. BHL Reference page:
- Schlechter, F.R.R. 1896. Revision of extra-tropical South African Asclepiadaceae (II). Journal of Botany, British and Foreign 34: 417—421. BHL Reference page:
- Schlechter, F.R.R. 1896. Revision of extra-tropical South African Asclepiadaceae (III). Journal of Botany, British and Foreign 34: 449—458. BHL Reference page:
- Schlechter, F.R.R. 1896. Orchidaceae and Asclepiadaceae in Schinz, H. (ed.) et al.. Beiträge zur Kenntnis der Afrikanischen Flora. IV. Bulletin de l'Herbier Boissier 4(6): 409—475, (417, 445—451). BHLReference page:
- Schlechter, F.R.R. 1896. Die Drège'schen Asclepiadaceen im Ernst Meyer'schen Herbar. Botanische Jahrbücher für Systematik, Pflanzengeschichte und Pflanzengeographie 21(5, Beibl. 54): 1–14. BHL Reference page:
- Schlechter, F.R.R. 1896. Decades plantarum novarum austro-africanarum. Decas I. Journal of Botany, British and Foreign 34: 391—395. BHL Reference page:
- Schlechter, F.R.R. 1896. Decades plantarum novarum austro-africanarum. Decas II. Journal of Botany, British and Foreign 34: 500—504. BHL Reference page:

### 1897
- Schlechter, F.R.R. 1897. Decades plantarum novarum austro-africanarum. Decas III. Journal of Botany, British and Foreign 35: 218—222. BHL Reference page:
- Schlechter, F.R.R. 1897. Decades plantarum novarum austro-africanarum. Decas IV. Journal of Botany, British and Foreign 35: 279—283. BHL Reference page:
- Schlechter, F.R.R. 1897. Decades plantarum novarum austro-africanarum. Decas V. Journal of Botany, British and Foreign 35: 340—345. BHL Reference page:
- Schlechter, F.R.R. 1897. Decades plantarum novarum austro-africanarum. Decas VI. Journal of Botany, British and Foreign 35: 428—433. BHL Reference page:
- Schlechter, F.R.R. 1897. Revision of extra-tropical South African Asclepiadaceae (IV). Journal of Botany, British and Foreign 35: 290—295. BHL Reference page:
- Schlechter, F.R.R. 1897. Orchidaceae africanae novae vel minus cognitae in Engler, A. (ed.) Beiträge zur Flora von Afrika XV. Botanische Jahrbücher für Systematik, Pflanzengeschichte und Pflanzengeographie 24(3): 418—433. BHL Reference page:

- Schlechter, F.R.R. 1897. Plantae Schlechterianae novae vel minus cognitae describuntur. I. Botanische Jahrbücher für Systematik, Pflanzengeschichte und Pflanzengeographie 24(3): 434—459. BHL Reference page:

### 1898
- Schlechter, F.R.R. 1898. Decades plantarum novarum austro-africanarum. Decas VII. Journal of Botany, British and Foreign 36: 23–28. BHL Reference page:
- Schlechter, F.R.R. 1898. Decades plantarum novarum austro-africanarum. Decas VIII. Journal of Botany, British and Foreign 36: 314—318. BHL Reference page:
- Schlechter, F.R.R. 1898. Decades plantarum novarum austro-africanarum. Decas IX. Journal of Botany, British and Foreign 36: 373—378. BHL Reference page:
- Schlechter, F.R.R. 1898. Revision of extra-tropical South African Asclepiadaceae (V). Journal of Botany, British and Foreign 36: 475—487. BHL Reference page:
- Schlechter, F.R.R. 1898. Monographie der Disperideae (I). Bulletin de l'Herbier Boissier 6: 800—821. BHLReference page:

- Schlechter, F.R.R. 1898. Monographie der Disperideae (II). Bulletin de l'Herbier Boissier 6: 846—859. BHLReference page:

- Schlechter, F.R.R. 1898. Monographie der Disperideae (III). Bulletin de l'Herbier Boissier 6: 905—955. BHLReference page:

- Schlechter, F.R.R. 1898. Revision der Gattung Holothrix (I). Oesterreichische Botanische Zeitschrift 48(11): 413—416. BHL Reference page:
- Schlechter, F.R.R. 1898. Revision der Gattung Holothrix (II). Oesterreichische Botanische Zeitschrift 48(12): 441—448. BHL Reference page:

### 1899
- Schlechter, F.R.R. 1899. Revision der Gattung Holothrix (III). Oesterreichische Botanische Zeitschrift 49(1): 17–23. BHL Reference page:
- Schlechter, F.R.R. 1899. Asclepiadaceae in Schinz, H. (ed.) et al.. Beiträge zur Kenntnis der Afrikanischen Flora. X. Bulletin de l'Herbier Boissier 7(1): 23–55, (39–40). BHLReference page:
- Schlechter, F.R.R. 1899. Orchidaceae africanae in Engler, A. (ed.) Beiträge zur Flora von Afrika XVII. Botanische Jahrbücher für Systematik, Pflanzengeschichte und Pflanzengeographie 26(3): 330—344. BHL Reference page:
- Schlechter, F.R.R. 1899. Plantae Schlechterianae novae vel minus cognitae describuntur. II. Botanische Jahrbücher für Systematik, Pflanzengeschichte und Pflanzengeographie 27(1): 86–220. BHL Reference page:
- Schlechter, F.R.R. 1899. Asclepiadaceae in Urban, I. Symbolae Antillanae seu Fundamenta Florae Indiae Occidentalis 1: 236—290. BHL Reference page:
- Schlechter, F.R.R. 1899. Orchidaceae in Loesener, Th. (ed.). Plantae Selerianae III. Bulletin de l'Herbier Boissier 7(7): 534—553, (538—544). BHLReference page:

### 1900—1909
- Schlechter, F.R.R. 1906. Beitrage zur Kenntnis der Flora von Neu-Kaledonien. Botanische Jahrbücher für Systematik, Pflanzengeschichte und Pflanzengeographie 39: 1-274. BHL Reference page.
- Schlechter, F.R.R. 1906. Orchidaceae novae et criticae. Decas II. Repertorium Novarum Specierum Regni Vegetabilis 2: 129—134. BHL Reference page.
- Schlechter, F.R.R. 1906. Neue Orchidaceen der Flora des Monsun-Gebietes I. Bulletin de l'Herbier Boissier ser.2, 6: 295—310. BHL Reference page.
- Schlechter, F.R.R. 1906. Neue Orchidaceen der Flora des Monsun-Gebietes II. Bulletin de l'Herbier Boissier ser.2, 6: 453—472. BHL Reference page.

### 1910—1919
- Schlechter, F.R.R. 1911. Beiträge zur Kenntnis der Orchidaceen-Flora von Sumatra. Botanische Jahrbücher für Systematik, Pflanzengeschichte und Pflanzengeographie 45(3, Beibl. 104): 1–61. BHL Reference page:
- Schlechter, F.R.R. 1911. Zur Kenntnis der Orchidaceen von Celebes III. Repertorium Specierum Novarum Regni Vegetabilis 10: 177—212. BHL. Reference page.
- Schlechter, F.R.R. 1911. Die Gattung Thrixspermum. Orchis 5: 46–48, 54–58.
- Schlechter, F.R.R. 1912. Orchidaceae novae et criticae. Decas XXXIV. Repertorium Specierum Novarum Regni Vegetabilis 10: 480—486. BHL Reference page.
- Schlechter, F.R.R. 1912. Orchidaceae novae et criticae. Decas XXXV. Repertorium Specierum Novarum Regni Vegetabilis 11: 41–47. BHL Reference page.
- Schlechter, F.R.R. 1913. Die Gattungen Gastrochilus Don. und Gastrochilus Wall. Repertorium Specierum Novarum Regni Vegetabilis 12: 313—317. DOI: 10.1002/fedr.19130121713 . BHL Reference page:
- Schlechter, F.R.R. 1913. Die Asclepiadaceen von Deutsch-Neu-Guinea. Botanische Jahrbücher für Systematik, Pflanzengeschichte und Pflanzengeographie 50: 81–164. BHL Reference page.
- Schlechter, F.R.R. 1914. Philibertia H. B. et Kth. und Funastrum Fourn. Repertorium Specierum Novarum Regni Vegetabilis 13: 279—287. BHL Reference page.
- Schlechter, F.R.R. 1914. Die Orchidaceen von Deutsch-Neu-Guinea. Repertorium Specierum Novarum Regni Vegetabilis Beihefte 1: i–1079. BHL Reference page.
- Schlechter, R. 1915. Asclepiadaceae Philippinenses II. Repertorium Specierum Novarum Regni Vegetabilis 13(381—384): 554—566. BHL Reference page.
- Schlechter, F.R.R. 1919. Orchideologiae Sino-Japonicae Prodromus. Eine kritische Besprechung der Orchideen Ostasien. Repertorium Specierum Novarum Regni Vegetabilis. Beihefte 4: 1–319. BHL Reference page.
- Schlechter, F.R.R. 1919. Die Orchideenfloren der südamerikanischen Kordillerenstaaten. I. Venezuela. Repertorium Specierum Novarum Regni Vegetabilis. Beihefte 6: I—IV, 1–100. BHL Reference page.

### 1920—1929
- Schlechter, F.R.R. 1920. Die Orchideenfloren der südamerikanischen Kordillerenstaaten. II. Colombia. Repertorium Specierum Novarum Regni Vegetabilis. Beihefte 7: I—IV, 1–301. BHL Reference page.
- Schlechter, F.R.R. 1920. Versuch einer systematischen Neuordnung der Spiranthinae. Beihefte zum Botanischen Centralblatt. Zweite Abteilung 37: 317—454. BHL Reference page.
- Schlechter, F.R.R. 1920. Die Columelliaceae. Notizblatt des Botanischen Gartens und Museums zu Berlin-Dahlem 7: 8-14, [352-358]. BHL Reference page.
- Schlechter, F.R.R. 1921. Die Orchideenfloren der südamerikanischen Kordillerenstaaten. IV. Peru. Repertorium Specierum Novarum Regni Vegetabilis. Beihefte 9: I—IV, 1–182. BHL Reference page.
- Schlechter, F.R.R. 1921. Die Orchidaceen von Mikronesien. Botanische Jahrbücher für Systematik, Pflanzengeschichte und Pflanzengeographie 56(4): 434—501. BHL Reference page:
- Schlechter, F.R.R. 1923. Beiträge zur Orchideenkunde von Zentralamerika. II. Additamenta ad Orchideologiam Costaricensem. Repertorium Specierum Novarum Regni Vegetabilis. Beihefte 19: 1–307. Reference page.
- Schlechter, F.R.R. 1924. Beiträge zur Orchideenkunde von Colombia. Repertorium Specierum Novarum Regni Vegetabilis. Beihefte 27: 1–183. Internet Archive Reference page.
- Schlechter, F.R.R. 1924. Orchidaceae novae et criticae. Decas LXXV-LXXVI. Repertorium Novarum Specierum Regni Vegetabilis 19: 372—383. DOI: 10.1002/fedr.19240192203 Reference page.
- Schlechter, F.R.R. 1924. Orchidaceae novae et criticae. Decas LXXVII. Repertorium Novarum Specierum Regni Vegetabilis 20: 378—384. DOI: 10.1002/fedr.19240202210 Reference page.
- Schlechter, F.R.R. (†) & Mansfeld, R. (ed.) 1929. Figuren-Atlas zu den Orchideenfloren der südamerikanischen Kordillerenstaaten. (Fedde, Repertorium, Beiheft VI—X). Repertorium Specierum Novarum Regni Vegetabilis. Beihefte 57: tt. 1–142, index 1–8.